# I'll Be Your Mirror
„I'll Be Your Mirror“ je devátá skladba z debutového alba skupiny The Velvet Underground a zpěvačky Nico The Velvet Underground & Nico z roku 1967. Skladba vyšla i na B-straně singlu „All Tomorrow's Parties“ v roce 1966. Skladbu napsal Lou Reed a v původní verzi ji zpívá Nico. Coververze této písně později nahrály například kapely Shakespears Sister a Clem Snide.
Nejstarší dochovaný záznam písně pochází ze zkoušky, kterou kapela měla dne 7. března 1966 ve Warholově ateliéru The Factory.
Kapela píseň nahrála v dubnu 1966 v newyorském studiu společnosti Scepter Records nedlouho před jeho demolicí (již tehdy byla z podlahy vytrhána prkna a strženy některé zdi). Verze nahraná v této době se dostala na acetátovou desku, avšak nejde o verzi, která později vyšla na albu. Hudební stránka je sice patrně totožná, avšak zpěv je odlišný (včetně části textu). Na rozdíl od ostatních písní kapely nepojednává „I'll Be Your Mirror“ přímo o drogách, ale je radostnější, odkazuje mj. na lásku.